# Архиепископска капела (Равена)
Архиепископската капела „Сант Андреа“ (на италиански: Cappella Arcivescovile di Sant'Andrea) е архитектурен паметник на раннохристиянското изкуство в гр. Равена, Италия.
Тя е домашна църква на равенските епископи, построена в края на V век – началото на VI век, по време на управлението на остготския крал Теодорих Велики при епископ Петър II. Капелата е посветена на апостол Андрей Първозвани.
През 1996 г. капелата, заедно с други раннохристиянски паметници в Равена е включена в Списъка на световното културно и природно наследство на ЮНЕСКО

## Архитектура
Капелата е построена във формата на гръцки кръст, източното рамо на който завършва с апсида. Входът в капелата се предхожда от неголям правоъгълен нартекс със сводове. През 1914 г. капелата е реставрирана, като е преустроен и входът, украсен с люнет с мозайка.

## Интериор
Сводът на нартекса е украсен с мозайки изобразяващи бели лилии, рози и 99 разноцветни птици. В люнета над входа в основното пространство е разположена мозайка, изобразяваща младия Исус Христос в облеклото на воин – с римски доспехи, наметнат с тъмносин плащ. В дясната си ръка държи кръст, а в лявата – книга с надпис на латински: „Ego sum via, veritaset, vita“ („Аз съм пътят и истината и животът“ Йоан,14:6}}. Образът на Христос е увенчан с нимб с кръст, нозете му са стъпили върху лъв и дракон. Композицията се основава на стихове 12 и 13 от Псалм 90 от Библията: „ще те понесат на ръце, да се не спънеш о камък с ногата си; аспида и василиск ще настъпиш, лъв и змей ще тъпчеш“.
Апсидата на капелата е изписана със стенописи, изобразяващи кръст на фона на звездно небе. Кръстовидният свод е украсен с мозаичени християнски символи, медальони с образи на Христос, дванадесетте апостола и светци.
В капелата се съхранява и сребърен кръст на равенския архиепископ Агнелус, украсен с медальони.